# هریمیژدیتسه
هریمیژدیتسه (به چکی: Hříměždice) یک منطقهٔ مسکونی در جمهوری چک است که در ناحیه پریبرام واقع شده‌است.